# NGC 3272
NGC 3272 — двойная звезда в созвездии Малого Льва. Открыта Германом Шульцем в 1866 году.
Этот объект входит в число перечисленных в оригинальной редакции «Нового общего каталога».